# جبل أملح
جبل أملح يقع في الإمارات، وقد وجدت فيه آثار تنتمي إلى نهاية عصر ما قبل الإسلام (240 – 635 م) وهي الفترة التي حكم فيها الساسانيون المنطقة، وقد تم العثور على بعض الأسلحة الحديدية من رماح وسيوف بالقرب منه، تعود لهذه الفترة. كما وجدو مقابر جماعية.

## مواقع خارجية
- الإمارات السياحية